# Amtsgericht Diepholz

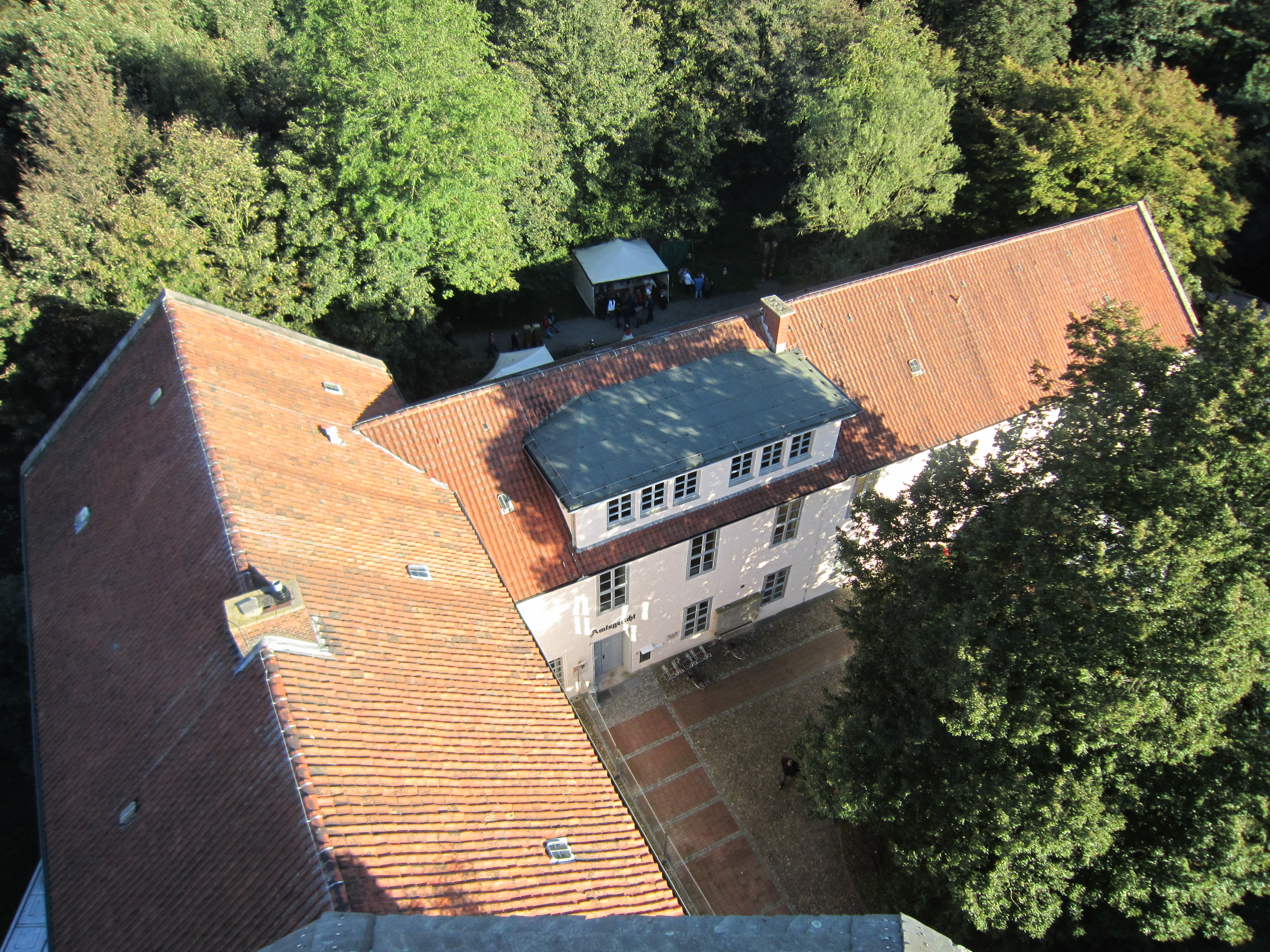
Amtsgericht im Schloss Diepholz

Das Amtsgericht Diepholz ist eines von zehn Amtsgerichten im Bezirk des Landgerichts Verden. Es hat seinen Sitz in Diepholz in Niedersachsen, wo es seit seiner Gründung 1852 im Schloss Diepholzer untergebracht ist.
Zuständig ist das Amtsgericht Diepholz für den südlichen Teil des Landkreises Diepholz. Ihm ist das Landgericht Verden übergeordnet. Zuständiges Oberlandesgericht ist das Oberlandesgericht Celle.
Seit 2005 ist das Amtsgericht Walsrode für die Führung des Handels-, des Genossenschafts- und des Vereinsregisters im Landgerichtsbezirk Verden ausschließlich zuständig. Das Partnerschaftsregister wird seit dem 1. August 2005 zentral bei dem Amtsgericht Hannover geführt. Für Insolvenzverfahren ist das Amtsgericht Syke zuständig.

## Geschichte
Nach der Revolution von 1848 wurde im Königreich Hannover die Rechtsprechung von der Verwaltung getrennt und die Patrimonialgerichtsbarkeit abgeschafft.
Das Amtsgericht wurde daraufhin mit der Verordnung vom 7. August 1852 die Bildung der Amtsgerichte und unteren Verwaltungsbehörden betreffend als königlich hannoversches Amtsgericht gegründet. Es umfasste das Amt Diepholz und Amt Auburg zu Diepholz.
Das Amtsgericht war dem Obergericht Nienburg untergeordnet. Es wurde 1859 dem Gerichtsbezirk des Obergerichtes Osnabrück zugeordnet. Gleichzeitig wurde das Amtsgericht Lemförde aufgelöst und dessen Gerichtsbezirk dem des Amtsgerichtes Diepholz zugeschlagen. Mit der Annexion Hannovers durch Preußen wurde es zu einem preußischen Amtsgericht in der Provinz Hannover. 